# Avløypet (Stord)
Ne doit pas être confondu avec Avløypet ou Avløypet (Øygarden).
Avløypet est une île norvégienne du comté de Hordaland appartenant administrativement à Stord.

## Description
Rocheuse et couverte d'arbres, à fleur d'eau, elle s'étend sur environ 192 m de longueur pour une largeur approximative de 105 m. 